# ICC Women’s T20 World Cup Qualifier 2022
Die ICC Women’s T20 World Cup Qualifier 2022 war das Qualifikationsturnier für den ICC Women’s T20 World Cup 2023, der Weltmeisterschaft im Twenty20-Cricket für Frauen und wurde zwischen dem 18. und 25. September 2022 in den Vereinigten Arabischen Emiraten ausgetragen. Im Finale konnte sich Bangladesch mit 7 Runs gegen Irland durchsetzen, wobei sich beide Mannschaften für die Endrunde qualifizierten.

## Teilnehmer
Für den Wettbewerb qualifizierten sich insgesamt acht Mannschaften. Die beiden letztplatzierten Mannschaften des ICC Women’s T20 World Cup 2020 qualifizierten sich direkt:
| - Bangladesch - Thailand |

Über weitere Qualifikationsturniere qualifizierten sich die folgenden fünf Mannschaften:
| - Papua-Neuguinea - Schottland - Simbabwe - Ver. Arab. Emirate - Vereinigte Staaten |

Zusätzlich qualifizierte sich ein weiteres Team über die WTwenty20-Weltrangliste.
| - Irland |

## Austragungsmodus
In die zwei Vorrundengruppen wurden jeweils vier Teams gelost, in denen Jeder gegen Jeden jeweils ein Spiel absolvierte. Dabei gab es für die siegreiche Mannschaft zwei Punkte, für die unterlegene keinen. Konnte kein Sieger festgestellt werden (beispielsweise durch Regenabbruch) erhielten beide Mannschaften je einen Punkt. Sollte nach den gespielten Innings beider Mannschaften beide die gleiche Anzahl von Runs erzielt haben, folgt ein Super Over. Nach der Vorrunde qualifizierten sich jeweils die besten beiden Mannschaften beider Gruppen für das Halbfinale, wobei bei Punktgleichheit die Net Run Rate entscheidend war. Die beiden Sieger der Halbfinals spielten anschließend das Finale aus. Beide Finalteilnehmer qualifizieren sich für das Hauptturnier.

## Kaderlisten
Die Mannschaften gaben die folgenden Kader vor dem Turnier bekannt.
| WTwenty20 | WTwenty20 | WTwenty20 | WTwenty20 |
| Bangladesch | Irland | Papua-Neuguinea | Schottland |
| --- | --- | --- | --- |
| - Nigar Sultana (K, wk) - Rumana Ahmed - Marufa Akter - Nahida Akter - Sharmin Akhter - Shohely Akhter - Jahanara Alam - Fargana Hoque - Fahima Khatun - Murshida Khatun - Salma Khatun - Sanjida Akter Meghla - Lata Mondal - Ritu Moni - Sobhana Mostary - Sharmin Sultana (wk) - Fariha Trisna | - Laura Delany (K) - Rachel Delaney - Georgina Dempsey - Amy Hunter - Shauna Kavanagh - Arlene Kelly - Gaby Lewis - Sophie MacMahon - Jane Maguire - Cara Murray - Leah Paul - Orla Prendergast - Eimear Richardson - Rebecca Stokell - Mary Waldron (wk)                                                                            | - Kaia Arua (K) - Melanie Ani - Vicky Araa - Hollan Doriga - Kevau Frank - Veru Frank - Sibona Jimmy - Ravina Oa - Tanya Ruma - Pauke Siaka - Brenda Tau (wk) - Henao Thomas - Geua Tom (wk) - Mairi Tom - Isabel Toua - Naoani Vare                                              | - Kathryn Bryce (K) - Abbi Aitken-Drummond - Olivia Bell - Sarah Bryce (wk) - Priyanaz Chatterji - Katherine Fraser - Saskia Horley - Lorna Jack - Ailsa Lister - Abtaha Maqsood - Megan McColl - Katie McGill - Hannah Rainey - Rachel Slater - Ellen Watson                                           |
| Simbabwe | Thailand | Ver. Arab. Emirate | Vereinigte Staaten |
| - Mary-Anne Musonda (K) - Christabel Chatonzwa - Francisca Chipare - Precious Marange - Sharne Mayers - Audrey Mazvishaya - Esther Mbofana - Chipo Mugeri-Tiripano - Pellagia Mujaji - Modester Mupachikwa (wk) - Kelis Ndlovu - Josephine Nkomo - Loryn Phiri - Nomvelo Sibanda - Loreen Tshuma  | - Naruemol Chaiwai (K) - Nannapat Koncharoenkai (K, wk) - Nattaya Boochatham - Nanthita Boonsukham - Natthakan Chantam - Sunida Chaturongrattana - Onnicha Kamchomphu - Rosenan Kanoh - Suwanan Khiaoto - Suleeporn Laomi - Phannita Maya - Thipatcha Putthawong - Aphisara Suwanchonrathi - Chanida Sutthiruang - Sornnarin Tippoch | - Chaya Mughal (K) - Natasha Cherriath - Samaira Dharnidharka - Kavisha Egodage - Siya Gokhale - Priyanjali Jain (wk) - Lavanya Keny - Suraksha Kotte - Vaishnave Mahesh - Indhuja Nandakumar - Esha Oza - Rinitha Rajith - Rithika Rajith - Theertha Satish (wk) - Khushi Sharma | - Sindhu Sriharsha (K, wk) - Bhumika Bhadriraju - Gargi Bhogle - Moksha Chaudhary - Taranum Chopra - Disha Dhingra - Sai Tanmayi Eyyunni - Preeti Iyenger - Mahika Kandanala - Geetika Kodali - Anika Kolan - Snigdha Paul - Lisa Ramjit - Ritu Singh - Yashaditi Teka - Suhani Thadani - Isani Vaghela |

## Aufwärmspiele
| 16. September Scorecard | Abu Dhabi (TO) | Irland 141-8 (20)          | – | Papua-Neuguinea 104-5 (20) |
|                         |                | Irland gewinnt mit 37 Runs |   |                            |

| 16. September Scorecard | Abu Dhabi (SZ) | Thailand 168-5 (20)          | – | Vereinigte Staaten 104-5 (20) |
|                         |                | Thailand gewinnt mit 64 Runs |   |                               |

| 16. September Scorecard | Abu Dhabi (TO) | Simbabwe 94 (19.2)          | – | Schottland 85 (28) |
|                         |                | Simbabwe gewinnt mit 9 Runs |   |                    |

| 16. September Scorecard | Abu Dhabi (SZ) | Bangladesch 124-5 (20)          | – | Ver. Arab. Emirate 70-9 (20) |
|                         |                | Bangladesch gewinnt mit 54 Runs |   |                              |

## Vorrunde

### Gruppe A
Tabelle
| Gruppe A           | Sp. | S | N | NR | P | NRR    |
| ------------------ | --- | - | - | -- | - | ------ |
| Bangladesch        | 3   | 3 | 0 | 0  | 6 | +2.001 |
| Irland             | 3   | 2 | 1 | 0  | 4 | +0.925 |
| Schottland         | 3   | 1 | 2 | 0  | 2 | +0.338 |
| Vereinigte Staaten | 3   | 0 | 3 | 0  | 0 | −3.064 |

Spiele
| 18. September Scorecard | Abu Dhabi (SZ) | Bangladesch 143-4 (20)          | – | Irland 129 (19.4) |
|                         |                | Bangladesch gewinnt mit 14 Runs |   |                   |

Bangladesch gewann den Münzwurf und entschied sich als Schlagmannschaft zu beginnen. Als Spielerin des Spiels wurde Nigar Sultana ausgezeichnet.
| 18. September Scorecard | Abu Dhabi (TO) | Schottland 130-5 (20)          | – | Papua-Neuguinea 51 (19.1) |
|                         |                | Schottland gewinnt mit 79 Runs |   |                           |

Schottland gewann den Münzwurf und entschied sich als Schlagmannschaft zu beginnen. Als Spielerin des Spiels wurde Sarah Bryce ausgezeichnet.
| 19. September Scorecard | Abu Dhabi (SZ) | Schottland 77 (19.3)              | – | Bangladesch 78-4 (13) |
|                         |                | Bangladesch gewinnt mit 6 Wickets |   |                       |

Schottland gewann den Münzwurf und entschied sich als Schlagmannschaft zu beginnen. Als Spielerin des Spiels wurde Shohely Akheter ausgezeichnet.
| 19. September Scorecard | Abu Dhabi (TO) | Vereinigte Staaten 91 (20)   | – | Irland 92-1 (13.1) |
|                         |                | Irland gewinnt mit 9 Wickets |   |                    |

Die Vereinigten Staaten gewannen den Münzwurf und entschied sich als Schlagmannschaft zu beginnen. Als Spielerin des Spiels wurde Amy Hunter ausgezeichnet.
| 21. September Scorecard | Abu Dhabi (SZ) | Bangladesch 158-1 (20)          | – | Vereinigte Staaten 103-3 (20) |
|                         |                | Bangladesch gewinnt mit 55 Runs |   |                               |

Bangladesch gewann den Münzwurf und entschied sich als Schlagmannschaft zu beginnen. Als Spielerin des Spiels wurde Murshida Khatun ausgezeichnet.
| 21. September Scorecard | Abu Dhabi (TO) | Irland 164-3 (20)          | – | Schottland 145-8 (20) |
|                         |                | Irland gewinnt mit 19 Runs |   |                       |

Irland gewann den Münzwurf und entschied sich als Schlagmannschaft zu beginnen. Als Spielerin des Spiels wurde Gaby Lewis ausgezeichnet.

### Gruppe B
Tabelle
| Gruppe B           | Sp. | S | N | NR | P | NRR    |
| ------------------ | --- | - | - | -- | - | ------ |
| Simbabwe           | 3   | 2 | 1 | 0  | 4 | +0.894 |
| Thailand           | 3   | 2 | 1 | 0  | 4 | +0.293 |
| Papua-Neuguinea    | 3   | 1 | 2 | 0  | 2 | −0.270 |
| Ver. Arab. Emirate | 3   | 1 | 2 | 0  | 2 | −0.928 |

Spiele
| 18. September Scorecard | Abu Dhabi (SZ) | Ver. Arab. Emirate 92-5 (20)   | – | Thailand 96-3 (16.2) |
|                         |                | Thailand gewinnt mit 7 Wickets |   |                      |

Die Vereinigten Arabischen Emirate gewannen den Münzwurf und entschied sich als Schlagmannschaft zu beginnen. Als Spielerin des Spiels wurde Nattaya Boochatham ausgezeichnet.
| 18. September Scorecard | Abu Dhabi (TO) | Papua-Neuguinea 83 (18)        | – | Simbabwe 87-2 (14.4) |
|                         |                | Simbabwe gewinnt mit 8 Wickets |   |                      |

Papua-Neuguinea gewann den Münzwurf und entschied sich als Schlagmannschaft zu beginnen. Als Spielerin des Spiels wurde Sharne Mayers ausgezeichnet.
| 19. September Scorecard | Abu Dhabi (SZ) | Thailand 86-6 (20)             | – | Simbabwe 87-4 (16.4) |
|                         |                | Simbabwe gewinnt mit 6 Wickets |   |                      |

Thailand gewann den Münzwurf und entschied sich als Schlagmannschaft zu beginnen. Als Spielerin des Spiels wurde Kelis Ndlovu ausgezeichnet.
| 19. September Scorecard | Abu Dhabi (TO) | Papua-Neuguinea 148-6 (20)          | – | Ver. Arab. Emirate 119-8 (20) |
|                         |                | Papua-Neuguinea gewinnt mit 29 Runs |   |                               |

Die Vereinigten Arabischen Emirate gewannen den Münzwurf und entschied sich als Schlagmannschaft zu beginnen. Als Spielerin des Spiels wurde Tanya Ruma ausgezeichnet.
| 21. September Scorecard | Abu Dhabi (SZ) | Thailand 93-8 (20)           | – | Papua-Neuguinea 81-6 (20) |
|                         |                | Thailand gewinnt mit 12 Runs |   |                           |

Thailand gewann den Münzwurf und entschied sich als Schlagmannschaft zu beginnen. Als Spielerin des Spiels wurde Chanida Sutthiruang ausgezeichnet.
| 21. September Scorecard | Abu Dhabi (TO) | Simbabwe 120-7 (20)                                | – | Ver. Arab. Emirate 121-6 (20) |
|                         |                | Vereinigte Arabische Emirate gewinnt mit 4 Wickets |   |                               |

Simbabwe gewann den Münzwurf und entschied sich als Schlagmannschaft zu beginnen. Als Spielerin des Spiels wurde Kavisha Egodage ausgezeichnet.

## Halbfinale um 5. bis 8. Platz
| 23. September Scorecard | Abu Dhabi (TO) | Schottland 172-4 (20)          | – | Ver. Arab. Emirate 87 (18.5) |
|                         |                | Schottland gewinnt mit 85 Runs |   |                              |

Die Vereinigten Arabischen Emirate gewannen den Münzwurf und entschied sich als Feldmannschaft zu beginnen. Als Spielerin des Spiels wurde Alisa Lister ausgezeichnet.
| 23. September Scorecard | Abu Dhabi (TO) | Vereinigte Staaten 76-9 (20)          | – | Papua-Neuguinea 77-3 (11) |
|                         |                | Papua-Neuguinea gewinnt mit 8 Wickets |   |                           |

Papua-Neuguinea gewann den Münzwurf und entschied sich als Feldmannschaft zu beginnen. Als Spielerin des Spiels wurde Sibona Jimmy ausgezeichnet.

## Halbfinale
| 23. September Scorecard | Abu Dhabi (SZ) | Irland 137-6 (20)         | – | Simbabwe 133-6 (20) |
|                         |                | Irland gewinnt mit 4 Runs |   |                     |

Simbabwe gewann den Münzwurf und entschied sich als Feldmannschaft zu beginnen. Als Spielerin des Spiels wurde Jane Maguire ausgezeichnet.
| 23. September Scorecard | Abu Dhabi (SZ) | Bangladesch 113-5 (20)          | – | Thailand 102-6 (20) |
|                         |                | Bangladesch gewinnt mit 11 Runs |   |                     |

Thailand gewann den Münzwurf und entschied sich als Feldmannschaft zu beginnen. Als Spielerin des Spiels wurde Natthakan Chantam ausgezeichnet.

## Spiel um Platz 7
| 25. September Scorecard | Abu Dhabi (TO) | Vereinigte Staaten 117-3 (20)                      | – | Ver. Arab. Emirate 118-5 (20) |
|                         |                | Vereinigte Arabische Emirate gewinnt mit 5 Wickets |   |                               |

Die Vereinigten Staaten gewannen den Münzwurf und entschied sich als Schlagmannschaft zu beginnen. Als Spielerin des Spiels wurde Esha Oza ausgezeichnet.

## Spiel um Platz 5
| 25. September Scorecard | Abu Dhabi (TO) | Schottland 168-6 (20)                 | – | Papua-Neuguinea 169-2 (18.4) |
|                         |                | Papua-Neuguinea gewinnt mit 8 Wickets |   |                              |

Schottland gewann den Münzwurf und entschied sich als Schlagmannschaft zu beginnen. Als Spielerin des Spiels wurde Tanya Ruma ausgezeichnet.

## Spiel um Platz 3
| 25. September Scorecard | Abu Dhabi (SZ) | Simbabwe 118-6 (20)         | – | Thailand 111-6 (20) |
|                         |                | Simbabwe gewinnt mit 7 Runs |   |                     |

Thailand gewann den Münzwurf und entschied sich als Feldmannschaft zu beginnen. Als Spielerin des Spiels wurde Kelis Ndolovu ausgezeichnet.

## Finale
| 25. September Scorecard | Abu Dhabi (SZ) | Bangladesch 120-8 (20)         | – | Irland 113-9 (20) |
|                         |                | Bangladesch gewinnt mit 7 Runs |   |                   |

Bangladesch gewann den Münzwurf und entschied sich als Schlagmannschaft zu beginnen. Als Spielerin des Spiels wurde Rumana Ahmed ausgezeichnet.